# Bonfim (Minas Gerais)
Bonfim es un municipio brasilero del estado de Minas Gerais.

## Geografía
Se localiza a una latitud 20º19'36" sur y a una longitud 44º14'19" oeste, estando a una altitud de 930 metros y a 90 km de la capital del estado. Su población estimada en 2004 era de 6.703 habitantes. Las principales vías de acceso para el municipio son las Carreteras MG-040 y BR-381. Está a 99 km de Belo Horizonte y a 66 km de Itaúna.
Posee un área de 309,77 km².

## Turismo
El municipio es bastante conocido por sus diversas fiestas tradicionales: el carnaval a caballo (febrero o marzo), fiesta del Señor del Bonfim (agosto), Cavalgadas (octubre) y festcana (final de abril e inicio de mayo)

## El Santuario
En estilo rococó y datado de la década de los cuarenta, el Santuario del Señor del Bom Jesus de Bonfim guardia en su interior grandes entalles adornados con ángeles, columnas, arcos y capiteles, propios de su estilo.